# 陆能源
陆能源（1915年4月—1982年3月），廣東三水人，土木结构专业三级教授，主要从事钢筋混凝土结构研究。

## 生平
早年就读于唐山交通大学，取得学士学位。随后赴美留学，获普渡大学硕士硕士学位。
1952年中国高校院系调整时调入华南工学院（现华南理工大学），获评定为三级教授。在校期间主要从事钢筋混凝土结构研究，主讲相关课程。1952年，参与了学校2号楼的设计工作。

## 著作
- 《砖石结构构件计算》，中国建筑工业出版社